# Überseequartier

Marketing-Logo des Überseequartiers

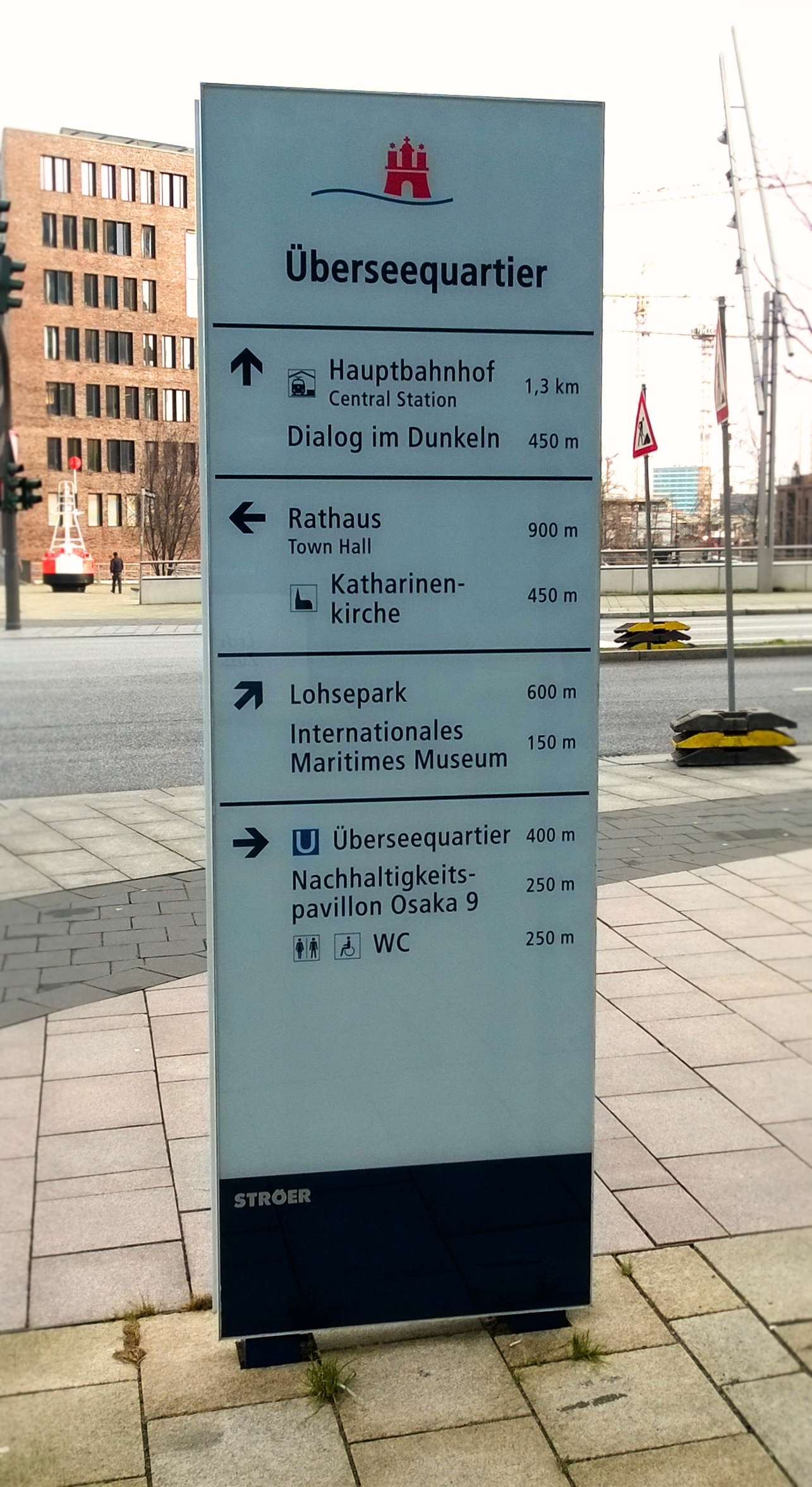
Wegweiser im Überseequartier

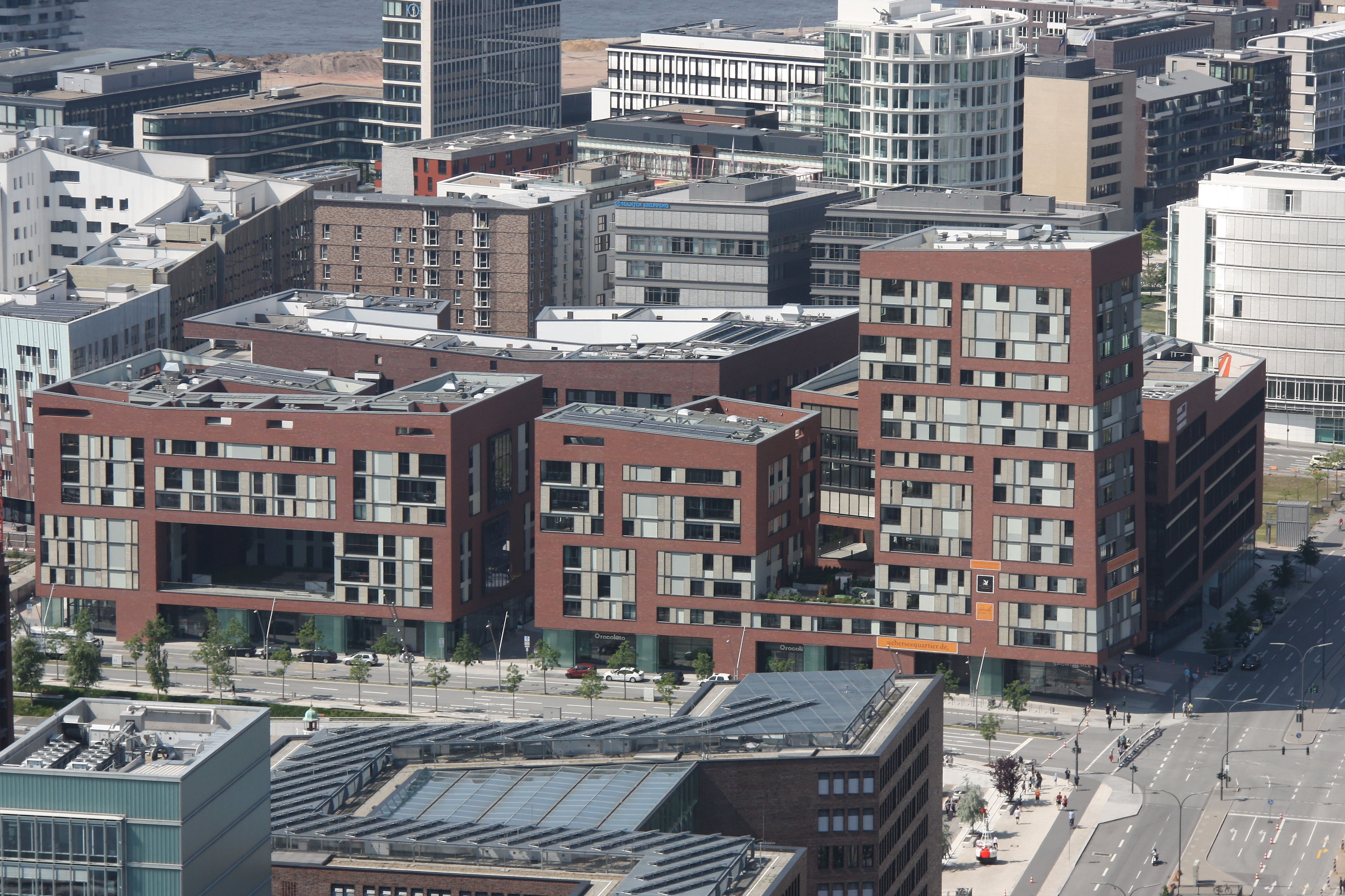
Nördliches Überseequartier (Osakaallee, 2013)

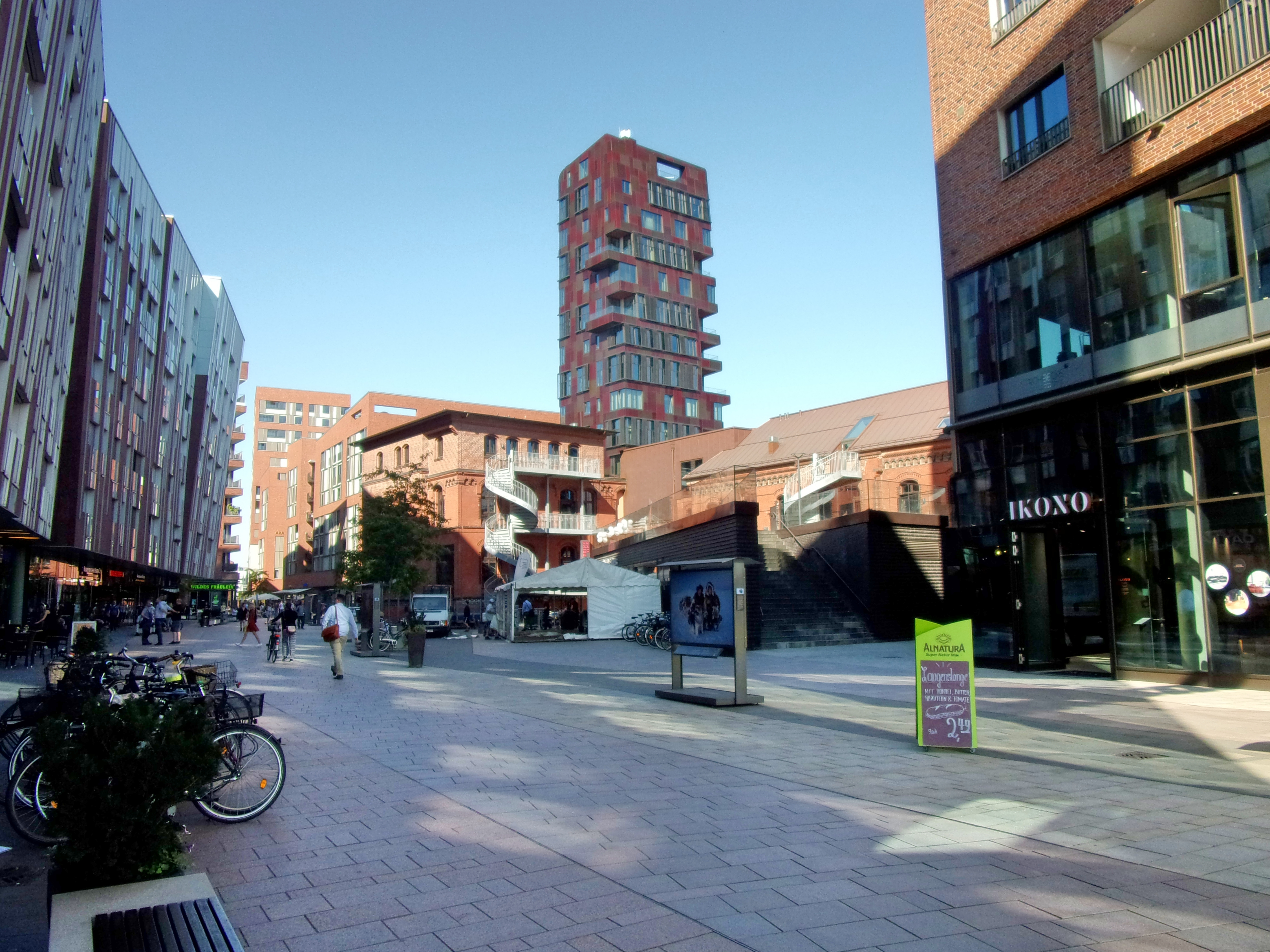
Überseeboulevard als zentrale Einkaufs- und Fußgängerzone des Überseequartiers

Das Überseequartier ist ein in Bau befindliches Teilquartier der HafenCity in Hamburg. Es ist als das zentrale Quartier des Stadtteils konzipiert.
Der nördliche Quartiersteil wurde am 23. Oktober 2010 offiziell eröffnet, war jedoch bereits seit Ende August desselben Jahres öffentlich zugänglich. Die für Frühjahr 2024 avisierte Fertigstellung des südlichen Quartiersteils musste wiederholt verschoben werden. Zum Bau wurden auch illegal beschäftigte Arbeiter eingesetzt, von denen am 30. Oktober 2023 bei einem Arbeitsunfall fünf ums Leben kamen.
Nach Fertigstellung soll das Überseequartier über ca. 1000 Wohnungen sowie circa 1150 Hotelzimmer verfügen. Zudem sollen laut Projektentwickler über 6000 Arbeitsplätze dort entstehen.
Das städtebauliche Gesamtkonzept wurde unter anderem von Rem Koolhaas und Erick van Egeraat entwickelt, die ferner Entwürfe für einzelne Bauprojekte beitrugen. Im südlichen Überseequartier verantwortet HPP International als Masterplaner die Koordination und Zusammenführung aller an dem Teilprojekt beteiligten Architekten und Fachplaner, unter Berücksichtigung aller städtischen und baurechtlichen Angelegenheiten. So verbindet HPP International die individuellen Gebäude zu einer Einheit, die schließlich das Westfield Hamburg-Überseequartier bildet. Das Immobilien- und Investmentunternehmen Unibail-Rodamco-Westfield entwickelt dieses Areal mit einer Investitionssumme von über einer Milliarde Euro.

## Städtebauliches Konzept

### Lage und Ausgangssituation

Lage des Überseequartiers (rot) innerhalb des HafenCity-Projekts (hellrot)

Das Quartier liegt in der westlichen Mitte der HafenCity und wird im Osten durch die Wasserfläche des Magdeburger Hafens und südlich durch die Norderelbe begrenzt. Im Norden bildet der historische Bebauungsbestand der Speicherstadt eine weitgehend geschlossene Barriere zur bestehenden Hamburger Altstadt, im Westen grenzt die Bebauung der Quartiere Am Sandtorpark/Grasbrook und Strandkai an. Das Areal hat eine Gesamtfläche von rund 14 ha und einer Brutto-Grundfläche von ca. 410.000 m².
Die Bestandsbebauung des Areals wurde vor Baubeginn weitgehend abgeräumt, als einzige Gebäude blieben das Alte Hafenamt und ein kleineres Verwaltungsgebäude des ehemaligen Amtes für Strom- und Hafenbau erhalten. Heutzutage beherbergt es ein Hotel.

### Konzept
Das zentrale stadträumliche Gliederungselement des Quartiers ist der Überseeboulevard, der das Quartier von Norden nach Süden durchmisst und die einzelnen Nutzungszonen miteinander verbindet. Durch die in Ost-West-Richtung verlaufende Überseeallee wird das Quartier in zwei etwa gleich große Teile geteilt. Die Bebauung orientiert sich entlang des Überseeboulevards und bildet eine blockrandartige Struktur aus, die von Straßen und Plätzen durchbrochen wird.

## Nutzung
In der Erdgeschosszone des gesamten Quartiers sind Flächen für Einzelhandels- und Gastronomienutzungen vorgesehen, ferner sind mehrere Hotels mit insgesamt ca. 55.000 m² BGF geplant. Als Sondernutzungen ist ein Kreuzfahrtterminal mit ca. 7.600 m² geplant. Insgesamt werden 410.000 m² Bruttogeschossfläche realisiert. Den größten Anteil mit ca. 123.000 m² machen Flächen für Wohnungen aus, auf die Büronutzung entfallen ca. 97.000 m², auf Einzelhandel ca. 94.000 m², auf Gastronomie entfallen ca. 16.000 m², auf Kultur und Entertainmentnutzung entfallen ca. 14.000 m² sowie auf Hotelnutzungen 35.500 m².
Die Einzelhandelsstruktur konzentriert sich im nördlichen, zuerst fertiggestellten Quartiersteil auf Angebote des täglichen Bedarfs und bietet unter anderem einen Vollsortimenter und Drogeriemärkte. Das Überseequartier schließt auf diese Weise eine bis zu diesem Zeitpunkt vorhandene Lücke im Versorgungsnetz der HafenCity, die bislang mit Ausnahme mehrerer Bäcker, Cafés und Restaurants keine Nahversorgungsinfrastruktur hat.
In dem in Bau befindlichen, südlichen Teilquartier sollen die öffentlichen Flächen zu weiten Teilen überdacht werden und dadurch ein offenes, urbanes jedoch nicht klimatisiertes, aber gleichzeitig wettergeschütztes Einkaufsviertel bilden. Dieses soll zudem ein Multiplex-Kino mit 10 Sälen und 2.300 Sitzen erhalten.

## Bebauung

### Übersicht

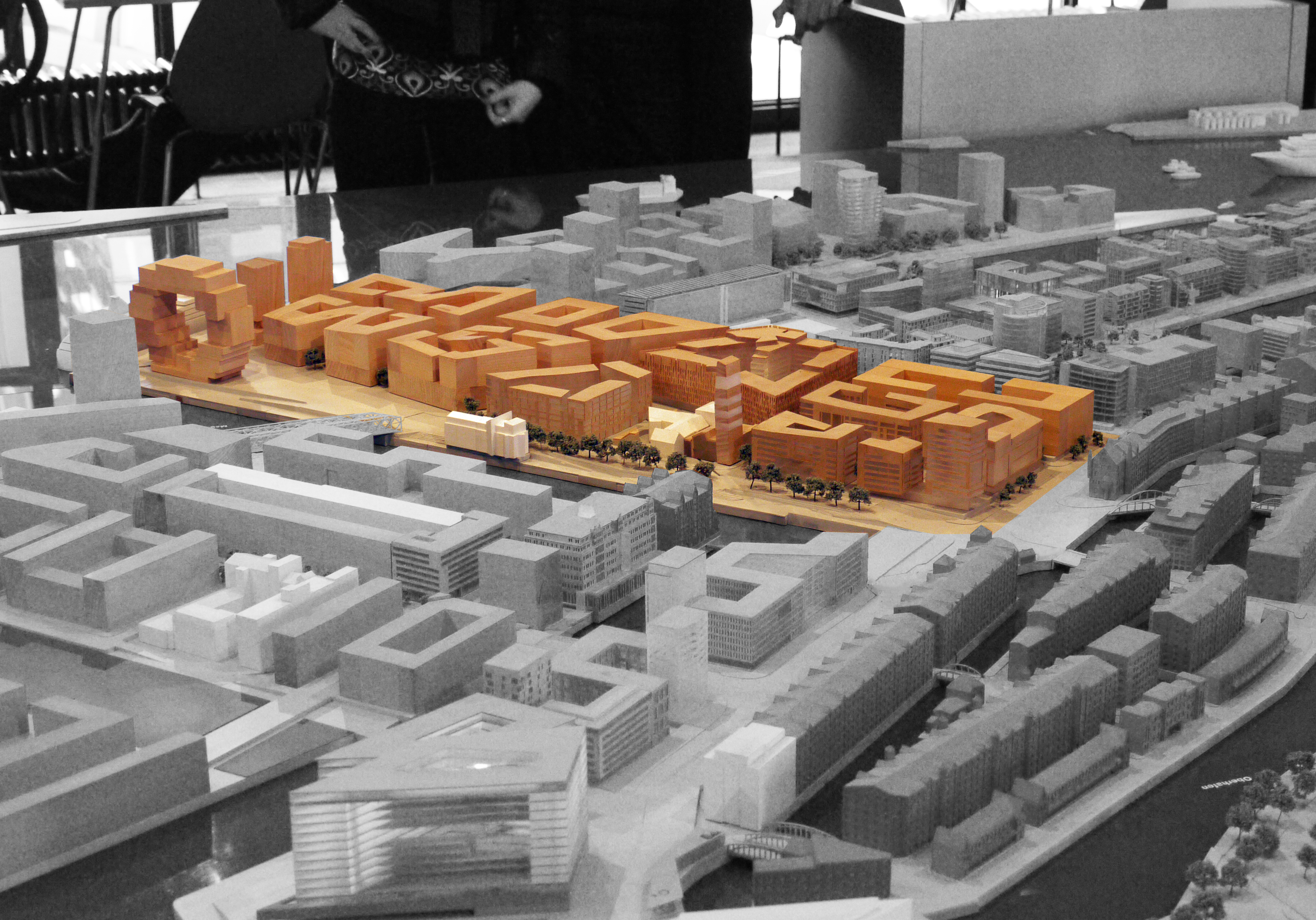
Das Überseequartier in der HafenCity (ehemalige Gebäudeplanungen)

Der mit der Entwicklung des Überseequartiers betraute Investor plant insgesamt fünfzehn Bauvorhaben, wobei das Projekt Palisander aus zwei separaten Gebäuden besteht. Hinzu kommen zwei weitere Baufelder im Nordwesten des Quartiers. Als einzige Bestandsgebäude bleiben das Alte Hafenamt und ein kleineres Verwaltungsgebäude am Ufer des Magdeburger Hafens erhalten.
Das Überseequartier wird die höchste Bebauungsdichte aller Teilquartiere der HafenCity aufweisen; die Gebäude verfügen durchgehend über mindestens sieben Vollgeschosse mit einzelnen akzentuierenden Hochpunkten wie dem vierzehngeschossigen Arabica-Wohnturm. Die farbliche Gestaltung orientiert sich größtenteils am Rotklinker der angrenzenden Speicherstadt und variiert dessen Farbigkeit mit verschiedenen Braun-, Rot- und Violetttönen. Die materielle Qualität des Backsteins wird teilweise durch den Einsatz von Klinkerverblendungen imitiert bzw. zitiert.
Die einzelnen Gebäude entlang des Überseeboulevards sind nach historisch wertvollen Handelsgütern benannt; Sumatra bzw. Sumatrakontor, Java und Virginia (Tabak), Arabica und Pacamara (Kaffee), Ceylon (Tee), Cinnamon (Gewürze), Silk und Linnen (Textilien) sowie Palisander, Kambala, Limba und Meranti (Edelhölzer). Die drei letztgenannten Namen wurden erst im späteren Verlauf der Projektentwicklung vergeben und differenzieren die vier Flügel des vormals einheitlich Palisander genannten Gebäudes. Die Gebäude sind zu Gruppen zusammengefasst, die sich jeweils um einen zentralen Platz orientieren; Arabica, Ceylon, Java, Pacamara bilden das Areal Am Kaffeelager mit dem Kaffeeplatz, Sumatra, Virginia und Cinnamon gehören zum Areal Altes Hafenamt, der Genueser Platz fasst die nach Textilien und Hölzern benannten Gebäude zusammen.

### Entwicklung der Bebauung

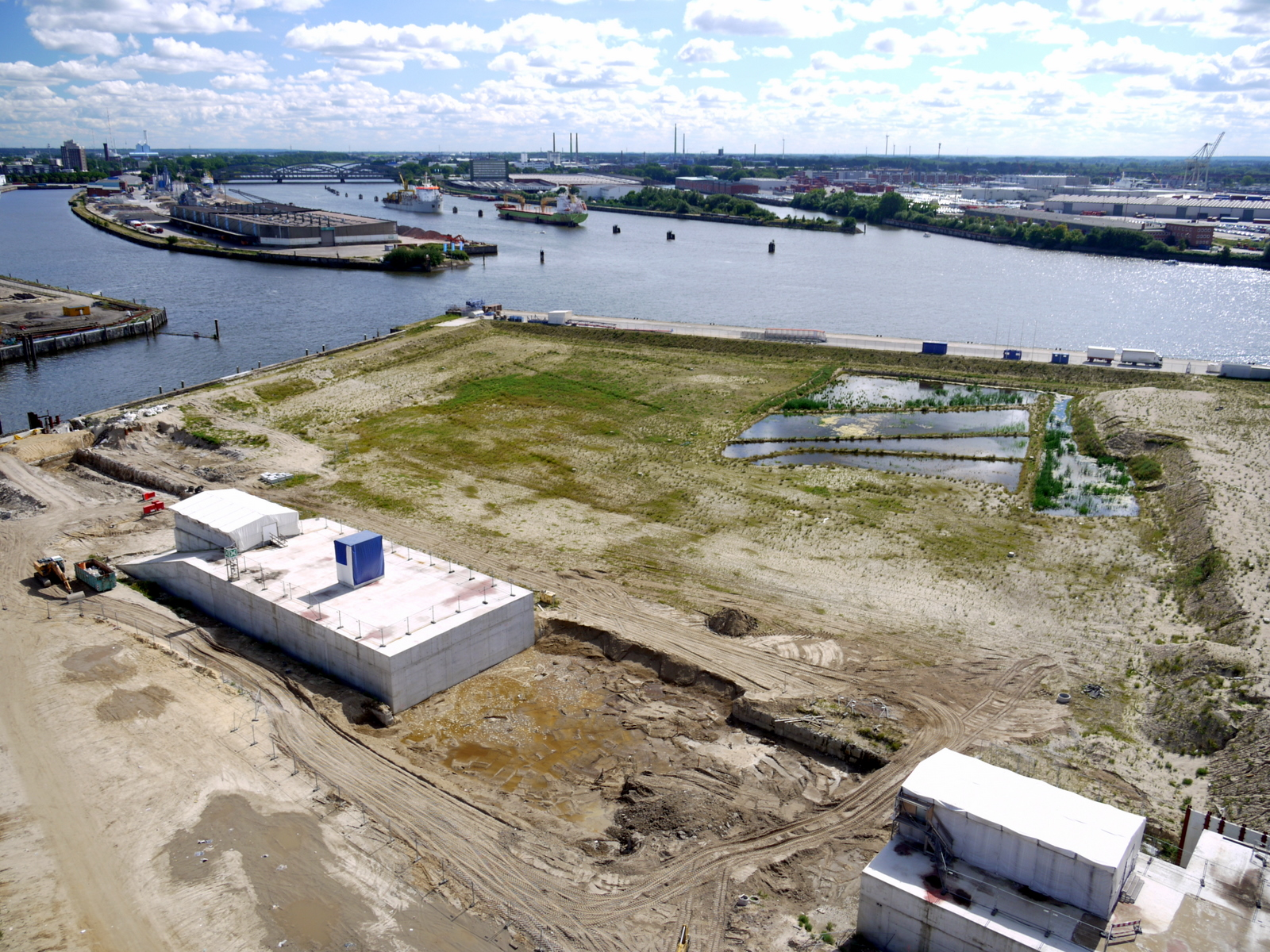
Der Südteil des Quartiers im September 2010, im Vordergrund die Zugänge zur U-Bahn-Station Überseequartier; die Zugänge liegen auf der finalen Geländehöhe

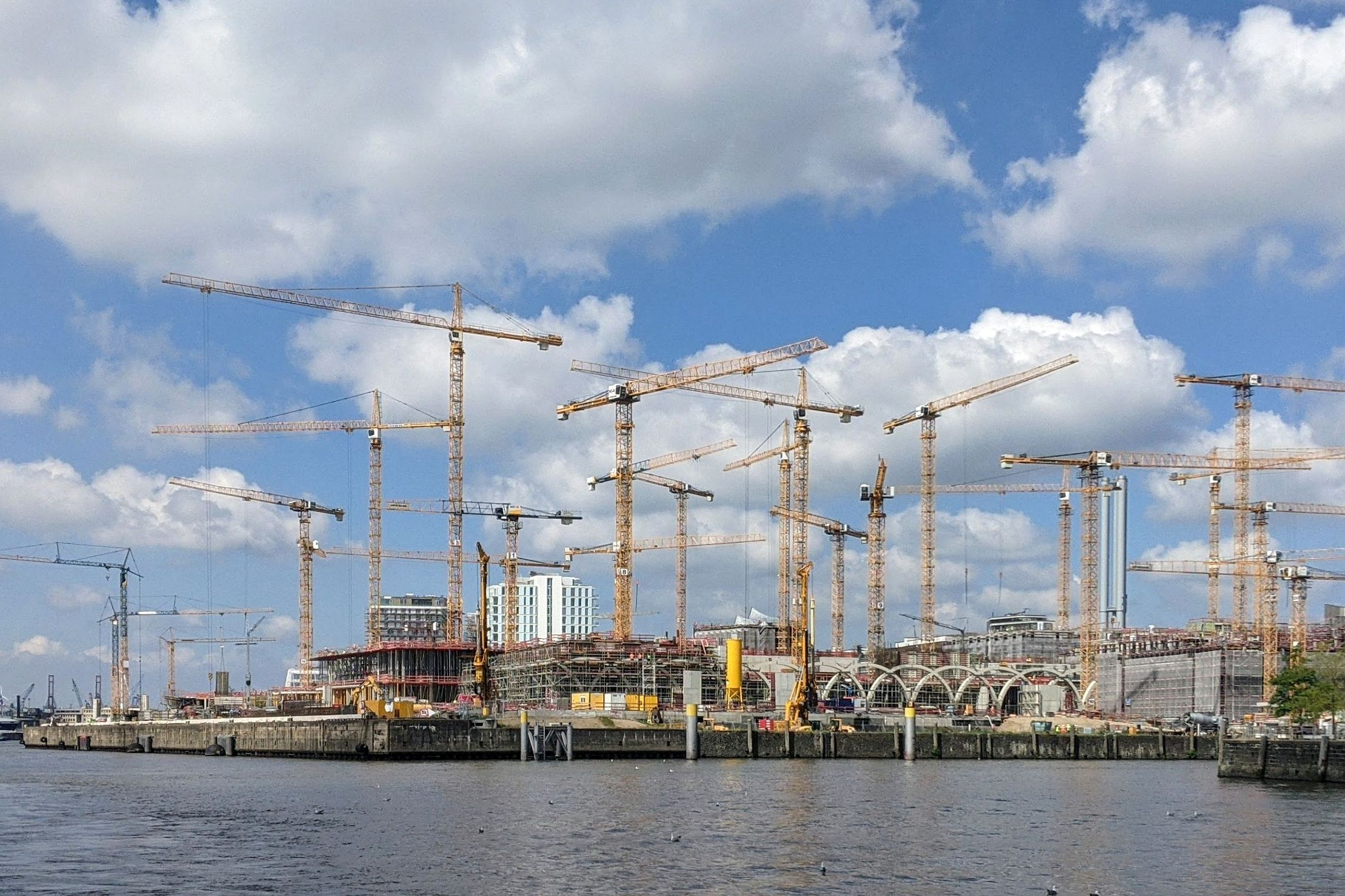
Baustelle im südlichen Überseequartier, Juni 2022

Die Entwicklung des Überseequartiers schreitet insgesamt wesentlich langsamer voran als geplant; während die HafenCity Hamburg GmbH Ende 2004 noch von einem Baubeginn im Jahr 2006 und einer Fertigstellung in den Jahren 2009 bis 2010. ausging, verschob sich die erwartete Fertigstellung Anfang 2005 bereits auf 2011. Nachdem der Baubeginn des nördlichen Teils erst im September 2007 erfolgte, wird die Fertigstellung des südlichen Teils aktuell für Frühjahr 2024 erwartet.
2008 wurde als erstes Gebäude des Quartiers ein Informationspavillon fertiggestellt, der sich in unmittelbarer Nähe zu den Projekten Cinnamon und Altes Hafenamt befindet. In Ergänzung zum zentralen Informationszentrum im Kesselhaus in der Straße Am Sandtorkai informiert der Pavillon ausschließlich über die Projekte im Überseequartier.
Am 23. Oktober 2010 wurden die Häuser Arabica, Ceylon, Java, Pacamara und Sumatra mit insgesamt 300 Wohnungen und Einzelhandelsflächen offiziell eröffnet. Als erster kommerzieller Nutzer des Quartiers hatte bereits am 6. September 2010 eine Filiale der Deutschen Bank eröffnet. Die Arbeiten am Haus Virginia mit weiteren 60 Wohneinheiten und dem Designhotel begannen Ende 2009. Die Wohnungen darin wurden ab 1. April bezogen, das 25hrs Hotel nutzt seine Flächen dort seit dem 1. Juli. Am 22. September wurde dort eine Filiale der Hamburger Sparkasse eröffnet, weitere Einzelhandelsflächen im Erdgeschoss waren im August 2011 noch nicht vermietet.
Nachdem die Arbeiten am südlichen Quartiersteil zunächst im Frühjahr, dann im Sommer 2010 aufgenommen werden sollten, begannen die Arbeiten an den Gebäuden Linnen und Silk tatsächlich Anfang Oktober 2010. Die Entwicklung der weiter südlich gelegenen Gebäude wird später erfolgen.
Die Entwicklung der zusammenhängenden Projekte Altes Hafenamt und Cinnamon begann ebenfalls im Oktober 2010, nachdem zuletzt ein Baubeginn in der ersten Jahreshälfte 2010 vorgesehen war.
Die Bewerbungsfrist der Ausschreibung für die beiden bislang freigehaltenen Baufelder 34/15 und 34/16 im Nordwesten des Quartiers endete am 11. Februar 2011.

### Einzelprojekte
Die Tabelle enthält Angaben zu allen Hochbauprojekten des Überseequartiers. Die beiden am Ende der Tabelle aufgeführten Projekte beschreiben die Bebauung der Baufelder, die im Besitz der Stadt verblieben sind und nicht vom Investorenkonsortium entwickelt und vermarktet werden.
| Projektname                    | Nutzung(en)                       | BGF                       | Architekt(en)                                         | Baubeginn (tlws. u. Vorbehalt) | Eröffnung (tlws. u. Vorbehalt) | Bild |
| ------------------------------ | --------------------------------- | ------------------------- | ----------------------------------------------------- | ------------------------------ | ------------------------------ | ---- |
| Nördliches Teilquartier        |                                   |                           |                                                       |                                |                                |      |
| InfoPavillon Überseequartier   | Informationspavillon              | 170 m² Ausstellungsfläche | Bolles + Wilson                                       | Oktober 2007                   | Juni 2008                      |      |
| Arabica                        | Einzelhandel, Gastro., Wohnen     | 7.500 m²                  | Arbeitsgemeinschaft Trojan + Trojan und Dietz Joppien | September 2007                 | 23. Oktober 2010               |      |
| Ceylon                         | Einzelhandel, Gastro., Wohnen     | 6.500 m²                  | Arbeitsgemeinschaft Trojan + Trojan und Dietz Joppien | September 2007                 | 23. Oktober 2010               |      |
| Java                           | Einzelhandel, Gastronomie, Büro   | 11.560 m²                 | Arbeitsgemeinschaft Trojan + Trojan und Dietz Joppien | September 2007                 | 23. Oktober 2010               |      |
| Pacamara                       | Einzelhandel, Gastronomie, Wohnen | 10.000 m²                 | nps tchoban voss Gbr                                  | September 2007                 | 23. Oktober 2010               |      |
| Sumatra                        | Einzelhandel, Büro, Wohnen        | 29.600 m²                 | designed by Erick van Egeraat                         | September 2007                 | 23. Oktober 2010               |      |
| Virginia                       | Einzelhandel, Wohnen, Hotel       | 8.100 m²                  | Böge Lindner K2 Architekten                           | November 2009                  | April 2011                     |      |
| Altes Hafenamt                 | Einzelhandel, Gastronomie, Hotel  | 6.300 m²                  | Bolles + Wilson                                       | Oktober 2010                   | 2015                           |      |
| Cinnamon                       | Wohnen, Gastronomie               | 6.300 m²                  | Bolles + Wilson                                       | Oktober 2010                   | 2015                           |      |
| Projekt 34/15                  | Hotel, Kino, Gastronomie          | 10.000 m²                 |                                                       | in Bau                         |                                |      |
| Projekt 34/16                  | Wohnen, Gastronomie, Einzelhandel | 20.000 m²                 |                                                       | in Bau                         |                                |      |
| Südliches Teilquartier         |                                   |                           |                                                       |                                |                                |      |
| The Heart (Projekt 34/8 \| 2B) | Wohnen, Handel                    |                           | Léonwohlhage                                          | im Bau                         | 2024                           |      |
| Eleven Decks (Projekt 1/A)     | Wohnen, Handel                    | 31.600 m²                 | Carsten Roth Architekt                                | im Bau                         | 2024                           |      |
| F1 (Projekt 34/11)             | Hotel, Handel                     |                           | Hild und K Architekten                                | im Bau                         | 2024                           |      |
| F2 (Projekt 34/10)             | Kino, Handel                      |                           | Böge Lindner K2 Architekten                           | im Bau                         | 2024                           |      |
| F4                             | Hotel, Handel                     |                           | Böge Lindner K2 Architekten                           | im Bau                         | 2024                           |      |
| F5                             | Kino, Handel, Gastronomie         |                           | Hild und K Architekten                                | im Bau                         | 2024                           |      |
| Skysegel                       | Büro                              | 21.180 m²                 | Christian de Portzamparc                              | im Bau                         | 2024                           |      |
| Luv & Lee                      | Büro, Handel, Gastronomie         | 20.100 m²                 | Unstudio                                              | im Bau                         | 2024                           |      |
| E1/E2                          | Hotel, Kreuzfahrtterminal, Handel |                           | Christian de Portzamparc                              | im Bau                         | 2024/2025                      |      |
| E3                             | Wohnen, Handel                    |                           | KBNK                                                  | im Bau                         | 2024                           |      |
| The Yard                       | Büro, Handel                      | 7.500 m²                  | Lederer Ragnarsdottir Oei                             | im Bau                         | 2024                           |      |

#### Ehemalig geplante Projekte
| Projektname                                         | Nutzung(en)                     | BGF                            | Architekt(en)                                    | ehemalig geplanter Baubeginn | ehemalig geplante Eröffnung | Bild |
| --------------------------------------------------- | ------------------------------- | ------------------------------ | ------------------------------------------------ | ---------------------------- | --------------------------- | ---- |
| Südliches Teilquartier                              |                                 |                                |                                                  |                              |                             |      |
| Linnen                                              | Einzelhandel, Gastronomie, Büro | 31.000 m²                      | BDP                                              | Oktober 2010                 | 2014                        |      |
| Silk                                                | Einzelhandel, Gastronomie, Büro | 26.200 m²                      | Léon-Wohlhage-Wernik                             | Oktober 2010                 | 2014                        |      |
| Palisander und Kambala (Ostteil Palisander-Komplex) | Einzelhandel, Gastronomie, Büro | 51.000 m² (beide Gebäudeteile) | KSP Engel und Zimmermann und Ortner & Ortner     | 2011                         | 2014                        |      |
| Lima und Meranti (Westteil Palisander-Komplex)      | Einzelhandel, Gastronomie, Büro | 51.000 m² (beide Gebäudeteile) | KSP Engel und Zimmermann und Allies and Morrison | 2011                         | 2014                        |      |
| Waterfront Towers                                   | Einzelhandel, Gastronomie, Büro | 10.500 m²                      | designed by Erick van Egeraat                    | 2011                         | 2014                        |      |
| Science Center                                      | Ausstellung, Büro               | 23.000 m²                      | OMA                                              | nicht bekannt                | nicht bekannt               |      |

## Öffentliche Freiräume
Die öffentlichen Freiräume des Überseequartiers werden vom Barceloner Büro BB + GG arquitectes gestaltet, dessen Entwurf bei einem zweistufigen internationalen Ideen- und Realisierungswettbewerb prämiert wurde. Die Entwurfsaufgabe umfasste die Gestaltung des Überseeboulevards, der an diesen angeschlossenen Plätze Kaffeeplatz und Genueser Platz, der Überseeterrassen am Elbufer, des westlichen Ufers des Magdeburger Hafens sowie des im östlich angrenzenden Teilquartier Elbtorquartier gelegene östlichen Ufers, des St. Annen Platzes und des Vorplatzes des Internationalen Maritimen Museums.
Die zentrale Idee des Freiraumkonzeptes ist ein Spiel mit verschiedenen Ebenen und Höhenniveaus, die durch Rampen und Treppenanlagen miteinander verbunden werden. Die so geschaffene künstliche Topographie korrespondiert mit der Architektur des Überseequartiers, die sich durch Schrägen und geneigte und gestürzte Fassaden auszeichnet. Die farbliche Gestaltung orientiert sich an der Speicherstadt und sieht Bodenbeläge aus koloriertem Beton und Naturstein vor.
Alle Freiräume des Quartiers sind mit öffentlichen Gehrechten belegt, das heißt, sie sind für alle Personen zeitlich und räumlich unbeschränkt zugänglich bzw. in einem Maße zugänglich, wie es bei auf öffentlichem Grund geführten Freiräumen üblich ist. Dieser Hinweis ist vor dem Hintergrund von Belang, dass das gesamte Areal des Überseequartiers sich im Besitz der privaten Investorengruppe, die für die Entwicklung des Quartiers verantwortlich ist, befindet und somit theoretisch einer Zugangsbeschränkung – beispielsweise zeitlich oder gezielt einzelne soziale Milieus exkludierend – unterliegen könnte.

## Erschließung

### ÖPNV

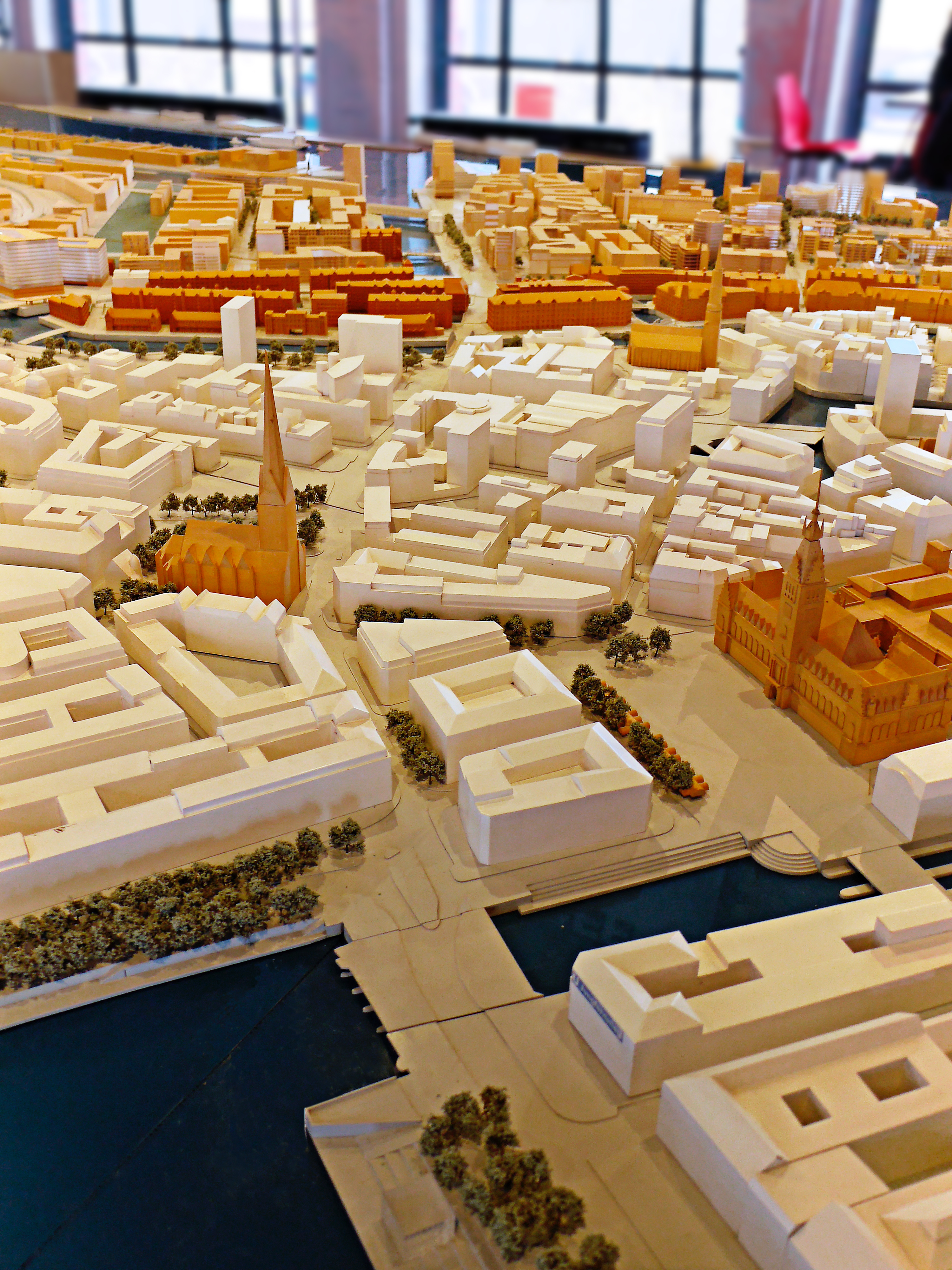
Die Domachse im Modell

Die Haupterschließungsleistung wird seit Dezember 2012 von U-Bahn-Linie U4 erbracht. Die Haltestelle Überseequartier wurde Ende November 2012 eröffnet und liegt im südlichen Teil des Quartiers unterhalb des zukünftigen Genueser Platzes. Aufgrund der stockenden Entwicklung des südlichen Quartiersteils wird die Linie deutlich vor Fertigstellung der umgebenden Bebauung den Betrieb aufnehmen, das heißt, dass sich die Station bei ihrer Eröffnung inmitten einer weitläufigen Baugrube befindet, in der lediglich die Gründungen der späteren Gebäude fertig gestellt sind. Die Arbeiten für den Hochbau starteten 2017.
Überseequartier und die benachbarte Station HafenCity Universität sind die ersten vollständig neuen Haltestellen des Hamburger U-Bahn-Netzes seit 1996. Um der zentralen Funktion des Überseequartiers innerhalb der HafenCity und der Bedeutung der HafenCity innerhalb Hamburgs Rechnung zu tragen, erhielt die neue Station eine vergleichsweise aufwändige Gestaltung. Der Entwurf des Darmstädter Büros netzwerkarchitekten soll nach Verständnis der Architekten bei den Fahrgäste den Eindruck erwecken, sich unter der Meeresoberfläche zu befinden und auf dem Weg von der Bahnsteigebene zur Oberfläche „aufzutauchen“. Ausgehend von der Bahnsteigebene sind die Wände bis zu den Stationszugängen in heller werdenden Blautönen gestaltet, die Bahnsteigdecke ist zudem mit einem reflektierenden Raster belegt.
Der bis zur Fertigstellung der U-Bahn vorhandene Anschluss an das HVV-Stadtbusnetz wurde stark reduziert, die Metrobus-Linien 3, 4 und 6 wurden aus dem Quartier zurückgezogen, damit die U4 ihre Fahrgäste erhält. Dafür wurde die neue Hafenrand-Buslinie 111 von Altona über Fischmarkt, Reeperbahn, Landungsbrücken und Baumwall zum Elbtorquartier (U HafenCity Universität) durch das Überseequartier eingerichtet. Durch ihre Linienführung ist diese Linie besonders für Touristen sehr interessant. Ebenso bedient die Metrobus-Linie 6 wieder die nördliche Spitze des Quartiers. Im Nachtverkehr wochentags führt eine Fahrt der Nachtbuslinie 602 vom Rathausmarkt kommend durch das Überseequartier zur Endhaltestelle U Steinstraße am Deichtorplatz.

### Fußläufige Erschließung
Das Überseequartier liegt am südlichen Ende der so genannten Domachse, die vom Jungfernstieg über Mönckebergstraße und Domplatz in die HafenCity führt. Die bauliche Betonung der Domachse soll die Attraktivität der fußläufigen Verbindung zwischen der bestehenden Innenstadt und dem hier gelegenen Einzelhandel und dem Überseequartier und dem dortigen Einzelhandel steigern. Als Maßnahme wurde unter anderem die Straße Brandstwiete neu gestaltet. Im Überseequartier selbst verzweigt sich die Domachse in den Überseeboulevard, der durch das Zentrum des Quartiers führt, und in die Straße Osakaallee/New-Orleans-Straße, die parallel zum Ufer des Magdeburger Hafens verläuft. Überseeboulevard und New-Orleans-Straße führen an ihrem südlichen Ende wieder zusammen und gehen in die zusammenhängende Plätze Überseeplatz und Überseeterrassen über.

### Motorisierter Individualverkehr
Das Überseequartier wird nur über die peripheren Straßen Am Sandtorkai, Am Sandtorpark/San-Francisco-Straße, Osakaallee/New-Orleans-Straße und die Überseeallee für den motorisierten Individualverkehr zugänglich sein. Jedoch verfügen alle Gebäude im Überseequartier über eine zweigeschossige Tiefgarage, sodass insgesamt 3.400  Park- und Stellplätzen im Quartier vorhanden sind.

## Geschichte

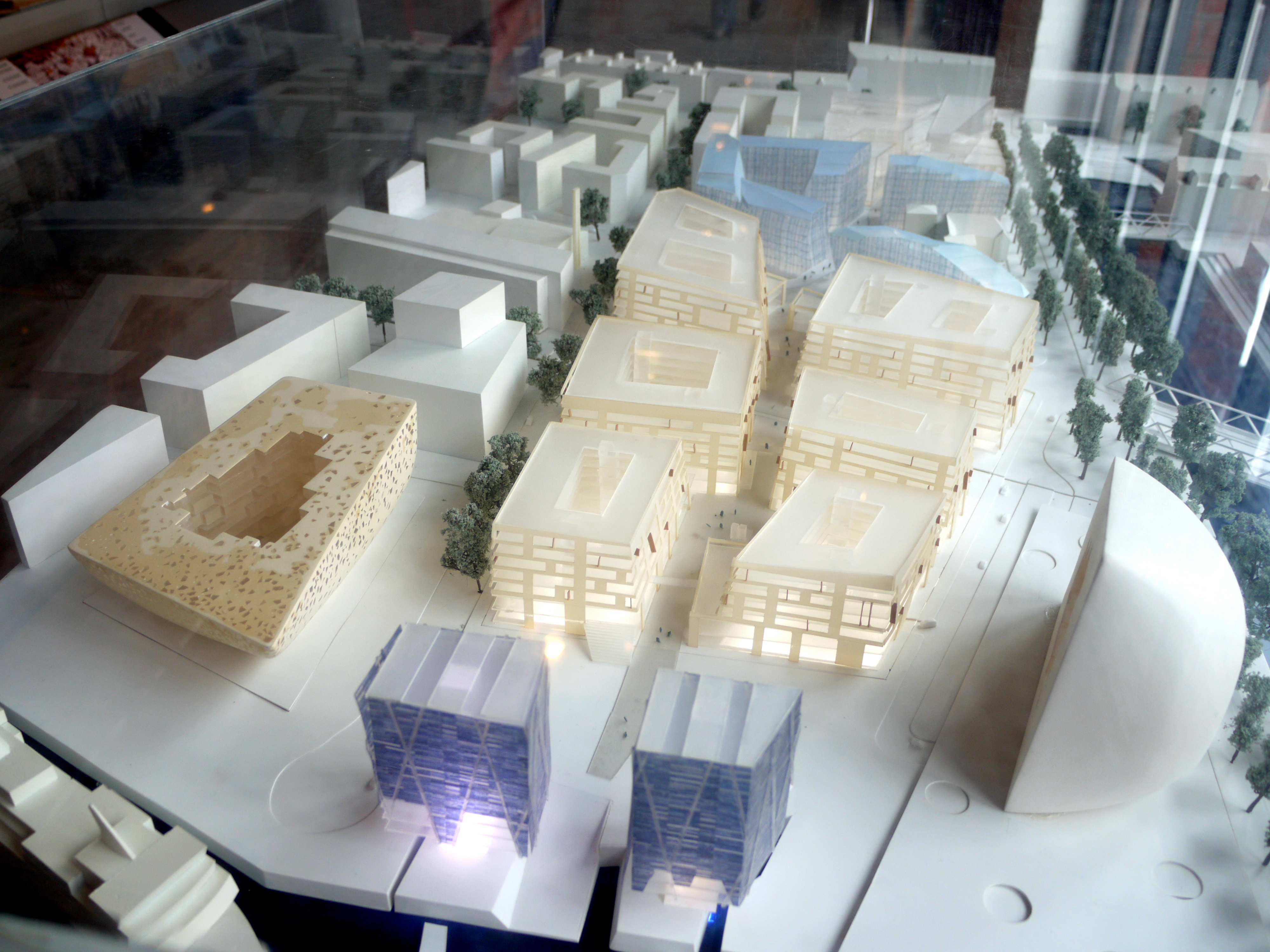
Modell des ersten städtebaulichen Konzepts

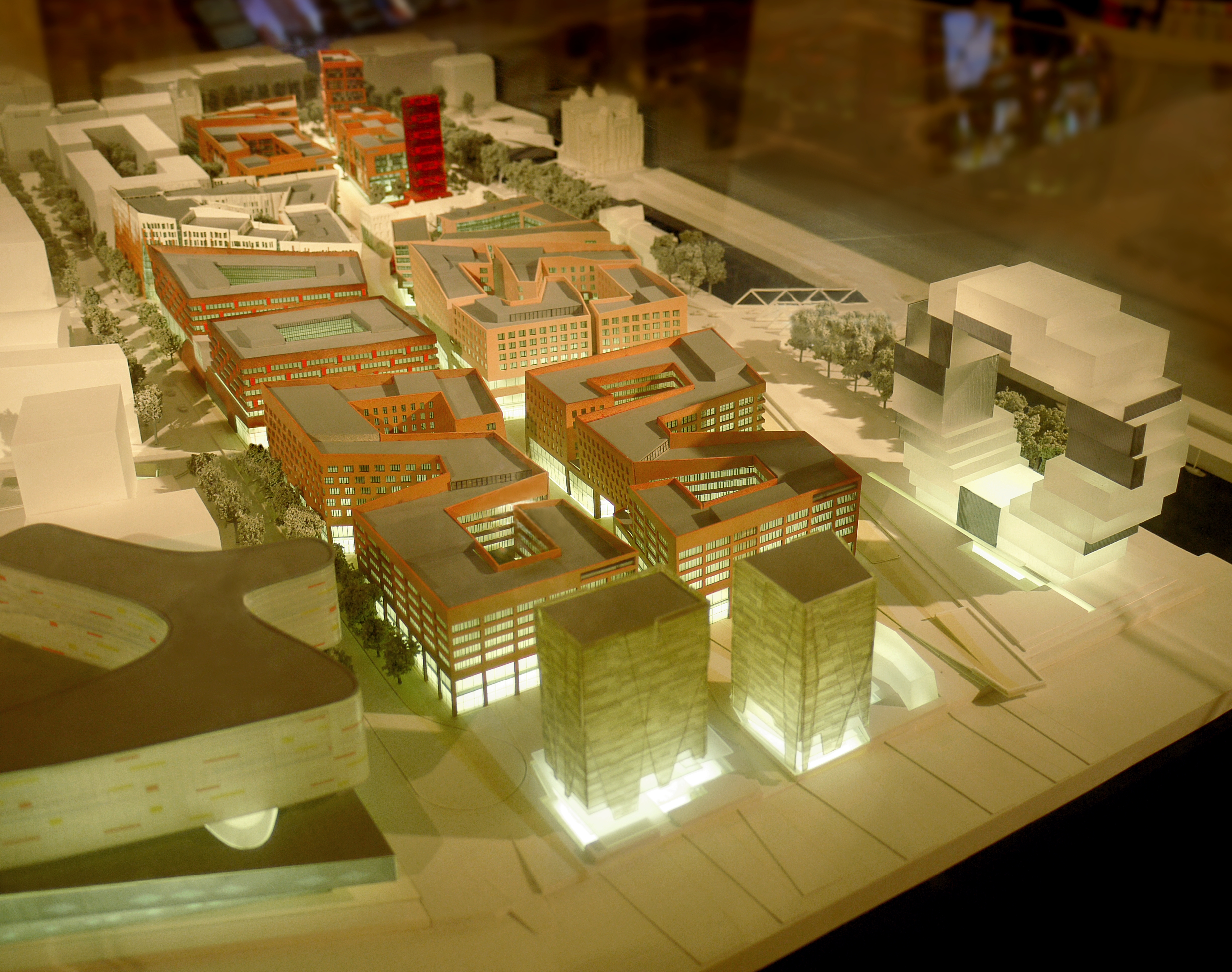
Modell älterer Planungen, Blickrichtung Norden. Im Vordergrund von links nach rechts: Waterfront Towers, Science Center

Im Jahr 2003 verabschiedete der Senat die so genannten „städtebaulichen Leitlinien“ für das Überseequartier. Diese treffen auf Grundlage des Masterplanes aus dem Jahr 2000 und eines städtebaulichen Ideenwettbewerbs zur Gestaltung der Bebauung des Magdeburger Hafens von 2003 Aussagen zur Art und räumlichen Verteilung der Nutzungen, zur Zuordnung der Baumassen und Gebäudehöhen und zur Ordnung des Straßen- und Freiraumsystems.
Ausgehend von diesen Vorgaben schrieb die HafenCity Hamburg GmbH 2003 einen zweistufigen internationalen Investorenwettbewerb aus, in dem die Leitlinien konkretisiert und verfeinert werden sollten. Schwerpunkte des Wettbewerbs waren entsprechend die Entwicklung des Nutzungskonzepts und des dazugehörigen städtebaulichen Konzepts. Nachdem in der zweiten Wettbewerbsrunde zunächst noch vier Investoren beteiligt waren, reduzierte sich das Feld zuletzt auf ein deutsch-niederländisches Bieterkonsortium aus ING Real Estate, SNS Property Finance und Groß & Partner und ein deutsch-US-amerikanisches Konsortium aus ECE, DIFA und Tishman Speyer Properties. Nach einer rund neunmonatigen Verhandlungsphase zwischen den Interessenten und dem Senat erteilte dieser im Dezember 2005 dem deutsch-niederländischen Konsortium den Zuschlag.
Die erste Fassung des städtebaulichen Gesamtkonzepts entsprach weitgehend den aktuellen Planungen, die im Konzept enthaltenen Architekturentwürfe unterschieden sich jedoch erheblich. Beteiligte Planer und Architekten waren die niederländischen Büros um Rem Koolhaas und Erick van Egeraat, das britische Büro Building Design Partnership (BDP; verantwortlich für Büro- und Einzelhandelsflächen im zentralen Bereich das Quartiers) und das Hamburger Büro nps tchoban voss (Wohn- und Bürogebäude im nördlichen Teil). Ab März 2006 wurden für zehn der geplanten Gebäude Gestaltungswettbewerbe und -workshops durchgeführt, wodurch der Kreis der beteiligten Architekten und Planer erheblich erweitert wurde. BDP und nps tchoban voss tragen im endgültigen Gesamtkonzept nur noch jeweils ein Gebäude bei. Die Grundsteinlegung für das Teilquartier erfolgte Ende September 2007, das Richtfest für den nördlichen Teil erfolgte im Juni 2009. Anfang April 2017 feierte das südliche Überseequartier seinen offiziellen Auftakt mit dem ersten Spatenstich.

### Einsturz eines Gerüsts am 30. Oktober 2023
Beim Einsturz eines sich über acht Stockwerke erstreckenden Baugerüstetes am 30. Oktober 2023 im Überseequartier stürzten fünf Menschen in die Tiefe, vier starben sofort, einer wurde lebensbedrohlich verletzt und starb 10 Tage später im Krankenhaus. Gegen 09:10 Uhr kollabierte auf einer Baustelle im Überseequartier ein Montagegerüst, das sich über acht Stockwerke in einen innenliegenden Fahrstuhlschacht erstreckte. Die darauf befindlichen Bauarbeiter stürzten in die Tiefe. Die eintreffenden Einsatzkräfte fanden zunächst drei Tote und einen lebensgefährlich verletzten Mann. Nach dem Einsturz war unklar, wie viele Menschen vermisst wurden und die Einsatzkräfte gingen davon aus, dass sich eine unbekannte Anzahl noch unter den Trümmern befand. Am frühen Nachmittag des 30. Oktobers entdeckte die Feuerwehr einen weiteren Toten im Fahrstuhlschacht.
Zu den Opfern wurde in den Medien wenig berichtet. Die Hamburger Stadtentwicklungsbehörde hatte zunächst mitgeteilt, bei den verstorbenen und verletzten Opfern handele es sich um Menschen mit bulgarischer Nationalität. Die Polizei teilte später mit, sie stammten aus Albanien. Bei zwei der Todesopfer war die Feststellung der Personalien lange ungeklärt. Lena Thombansen von Arbeit und Leben, sagte, es sei bei allen vorhandenen Informationen offenbar nicht möglich gewesen, die Identität der beiden unbekannten Todesopfer zu klären. Es sei erschütternd, dass in  „der ganzen Kette von Sub- und Sub-Subunternehmern offenbar nicht klar ist, wer da eigentlich gearbeitet hat und wer fehlt.“ Der IG Bau Bundesverband rief zu Spenden zur Unterstützung der Hinterbliebenen auf. Die Ursache des Unfalls ist ungeklärt; das LKA Hamburg nahm Ermittlungen auf.

## Philatelistisches
Mit dem Erstausgabetag 1. März 2021 gab die Deutsche Post AG ein Postwertzeichen im Nennwert von 95 Eurocent in der Serie U-Bahn-Stationen mit dem Motiv des U-Bahnhofs Überseequartier Hamburg heraus. Der Entwurf stammt von der Grafikerin Jennifer Dengler aus Bonn.